# George Pólya
György Pólya (13. prosince 1887 – 7. září 1985) byl maďarský matematik.
Narodil se v Budapešti. Zemřel v Palo Alto, v USA.
Zajímala ho různorodá matematická témata, zejména z oblasti kombinatoriky a pravděpodobnosti, induktivní logiky a metodiky. Věnoval se heuristice. Vydal tři knihy o vyučování matematiky. Jeho díla byla přeložena do mnoha jazyků.